# Ozu
Este artigo é sobre a cidade japonesa. Sobre o realizador de cinema, veja Yasujiro Ozu. Se procura o personagem da série de animação Kappa Mikey veja Ozu (Personagem).
Ozu (大洲市 -shi) é uma cidade japonesa localizada na província de Ehime.
Em 2003 a cidade tinha uma população estimada em 38 845 habitantes e uma densidade populacional de 161,19 h/km². Tem uma área total de 240,99 km².
Recebeu o estatuto de cidade a 1 de Setembro de 1954.